# Mai Duy Dưỡng
Mai Duy Dưỡng (1918 - 2016) là một cầu thủ bóng đá, tuyển thủ bóng bàn đã từng vô địch Đông Dương ở cả hai môn bóng bàn và bóng đá.
Ông sinh ra tại Nam Định trong một gia đình khá giả có tiếng.
Thuở nhỏ, ông là bạn học thân thiết với nhà văn Nguyên Hồng, đánh bi đánh đáo rất giỏi, đặc biệt là đá bóng bằng trái bưởi, cuộn giẻ, quả bóng quần trơ lõi.

## Sự nghiệp thi đấu
Năm 1936: Nhập môn bóng bàn do học trường Thăng Long ở Hà Nội vào Hà Đông xem một giải bóng bàn rồi thành say mê từ đó.
Năm 1943, Ông đạt Huy chương vàng nội dung đôi nam tại giải vô địch Đông Dương. Năm tiếp sau đó 1944, ông cùng đội tuyển Bắc Kỳ dành chức vô địch Đông Dương.

## Cán bộ nhà nước
Năm 1945, ông theo cách mạng.
Năm 1946, ông là một trong 6 thành viên của Nha thanh niên thể thao do Bác Hồ ký quyết định thành lập cùng với Nguyễn Huy Khôi, Vũ Quang Tiệp,… dưới sự chỉ đạo của ông Dương Đức Hiền.
Năm 1954, ông từ điện ảnh Bộ Văn hóa chuyển về Trung ương Đoàn đặc trách TDTT Hà Nội do yêu cầu công tác sau giải phóng.
Năm 1954, ông làm trưởng ban TDTT Hà Nội và hai năm sau làm trưởng bộ môn bóng bàn trung ương. Từ năm 1959 đến 1982, ông làm Tổng thư ký hội bóng bàn Việt Nam, và từ năm 1982 đến 1992 làm phó chủ tịch Hội Bóng bàn Việt Nam…